# Casa Oller (Capellades)
La Casa Oller és una obra de Capellades (Anoia) protegida com a Bé Cultural d'Interès Local.

## Descripció
El carrer Sant Francesc, és l'eix viari nord-sud del costat de llevant del nucli antic, des del carrer del Call fins l'Abat Muntades. És de planta trencada, amb un dens conjunt d'edificis d'interès històric i arquitectònic que acullen habitatges.
Casa entre mitgeres, amb façana de planta trencada, de planta baixa, dues plantes pis i sota coberta. Es cobreix amb coberta de teula àrab a dues vessants, acabada amb cornisa amb permòdols, canal i baixant fins al forjat de la planta baixa. Les obertures són d'arc de mig punt, al segon eix respecte la mitgera de migdia, les quals corresponien a una galeria oberta en cantonada abans que la darrera reforma construís la crugia entre l'arc i la mitgera, tancant el pati obert al carrer. El parament de façana està arrebossat i pintat de color salmó.